# Дымка (приток Тихвинки)
Дымка — река в России, протекает в Бокситогорском районе Ленинградской области. Левый приток Тихвинки, бассейн Сяси.

## География
Дымка начинается в лесах в нескольких километрах северо-восточнее Бокситогорска, течёт на запад, протекает около дачных участков на северной окраине города, затем пересекает железнодорожное полотно и принимает правый приток Нижницу и левый Рокшу. После этого поворачивает на север, принимает правые притоки Мережу и Пчелинку. Севернее протекает между деревнями Дыми (на левом берегу) и Усадище-Дыми (на правом), снова поворачивает на запад и впадает в Тихвинку в 64 км от устья последней. Длина реки составляет 34 км, площадь водосборного бассейна 165 км².

## Данные водного реестра
По данным государственного водного реестра России относится к Балтийскому бассейновому округу, водохозяйственный участок реки — Сясь, речной подбассейн реки — Нева и реки бассейна Ладожского озера (без подбассейна Свирь и Волхов, российская часть бассейнов). Относится к речному бассейну реки Нева (включая бассейны рек Онежского и Ладожского озера).
Код объекта в государственном водном реестре — 01040300112102000018235.